# Сан-Марино на зимних Олимпийских играх 2006
Сан-Марино принимало участие в зимних Олимпийских играх 2006 года в Турине (Италия), но не завоевало ни одной медали. Единственным участником был горнолыжник Марино Карделли, который нёс флаг сборной Сан-Марино на церемонии открытия Олимпийских игр.

## Горнолыжный спорт
До старта соревнований, Марино Карделли занимал последнее место в рейтинге принимающих участие спортсменов, именно поэтому он выступал последним. До финиша он не смог добраться, однако, из-за дисквалификации литовского спортсмена Виталия Романцева, занял на играх предпоследнее место.

### Мужчины
| Дисциплина        | Спортсмен       | Время          | Время          | Время          | Место          |
| Дисциплина        | Спортсмен       | Попытка 1      | Попытка 2      | Сумма          | Место          |
| ----------------- | --------------- | -------------- | -------------- | -------------- | -------------- |
| гигантский слалом | Марино Карделли | Не финишировал | Не финишировал | Не финишировал | Не финишировал |